# Roy Ching
Roy Ching (* 2. Februar 1993 auf den Cookinseln) ist ein neuseeländischer Volleyballspieler.

## Karriere
Ching begann seine Karriere beim Shirley Volleyball Club in Neuseeland. Er spielte in den Juniorennationalmannschaften und kam auch in die A-Nationalmannschaft. 2012 begann er sein Studium an der Brandon University in Kanada und spielte im Universitätsteam BU Bobcats. Dort stellte er in den folgenden Jahren mehrere Rekorde auf und wurde viermal zum Athleten des Jahres gewählt. Nach seinem Studium wechselte er 2017 zum deutschen Bundesligisten SVG Lüneburg.